# Mitteldeutsche Fußballmeisterschaft 1907/08

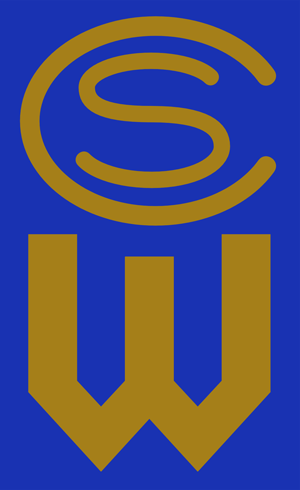
FC Wacker Leipzig – Mitteldeutscher Fußballmeister 1908

Die Mitteldeutsche Fußballmeisterschaft 1907/08 des Verbandes Mitteldeutscher Ballspiel-Vereine (VMBV) war die siebte Spielzeit der Mitteldeutschen Fußballmeisterschaft. Die diesjährige Meisterschaft wurde erneut mittels regionaler Gauligen ausgetragen, deren Sieger in einer K.-o.-Runde aufeinandertrafen. Durch einen 3:2-Sieg nach Verlängerung über den Magdeburger FC Viktoria 1896 konnte der  FC Wacker Leipzig seinen zweiten und letzten Meistertitel erringen. Hiermit qualifizierte sich der F.C. Wacker für die Endrunde der Mitteldeutschen Meisterschaft und erreichte, nach einem 3:1-Auswärtssieg gegen den VfR 1897 Breslau sogar das Halbfinale. Dort schieden die Sachsen dann aber nach einer deutlichen 0:4-Niederlage gegen den späteren Deutschen Meister Berliner TuFC Viktoria 1889 nahezu chancenlos aus.

## Modus
Auf dem 15. Verbandstag des VMBV, am 24. und 25. August 1907, wurde bekanntgegeben, dass der Verband insgesamt 108 Vereine und 5651 Mitglieder umfasst. Erneut waren alle teilnehmenden Vereine der Saison 1906/07 in sieben Bezirke (Gaue) eingeteilt, deren Sieger dann die Mitteldeutsche Fußballmeisterschaft ausspielten.
 Den Gauen: (1) Saale, (2) Thüringen und (3) Vogtland, wurde nun ebenfalls der 1. Klasse-Status zugesprochen, womit der jeweilige Gewinner nun auch erstmals an der Ausspielung der Mitteldeutschen Endrunde teilnehmen durften.
Der am 16. Februar 1908 in Coburg gegründete Verband: Vereinigung Thüringisch-Fränkischer Ballspiel-Vereine war noch nicht Mitglied im VMBV. Initiator war der Coburger FC 1907. Diesen Verband verkörperten Vereine aus: Coburg, Sonneberg, Oberlind, Neustadt b. Coburg und Lichtenfels. Aus dem Verband Thüringer Fussball-Vereine, traten noch Eisfeld und Hildburghausen bei.
| Gau             | Gaumeister                   |
| --------------- | ---------------------------- |
| Nordwestsachsen | FC Wacker Leipzig            |
| Ostsachsen      | Dresdner SC                  |
| Südwestsachsen  | Chemnitzer BC                |
| Saale           | Hallescher FC 1896           |
| Mittelelbe      | Magdeburger FC Viktoria 1896 |
| Thüringen       | SC Erfurt 1895               |
| Vogtland        | FV Wettin Plauen             |

## Gau I – Nordwestsachsen
Der Gau Nordwestsachsen war in dieser Saison in zwei Abteilungen untergliedert, deren Sieger die Nordwestsächsische Meisterschaft und somit auch den Teilnehmer an der Mitteldeutschen Meisterschaft ausspielten. Die jeweils Letztplatzierten beider Abteilungen trugen ein Entscheidungsspiel aus, dessen Verlierer dann in einem Relegationsspiel gegen den Gewinner der zweitklassigen Kreisklasse anzutreten hatte.
Abteilung A
| Pl. | Verein                          | Sp. | S | U | N | Tore    | Quote | Punkte |
| --- | ------------------------------- | --- | - | - | - | ------- | ----- | ------ |
| 1.  | VfB Leipzig (MM)&(M)            | 8   | 6 | 1 | 1 | 032:500 | 6,40  | 13:30  |
| 2.  | Leipziger BC 1893               | 8   | 6 | 1 | 1 | 021:800 | 2,63  | 13:30  |
| 3.  | SpVgg 1899 Leipzig-Lindenau (N) | 8   | 3 | 1 | 4 | 015:120 | 1,25  | 07:90  |
| 4.  | BV Olympia 1896 Leipzig (N)     | 8   | 1 | 3 | 4 | 007:200 | 0,35  | 05:11  |
| 5.  | FC Lipisia/Sturm Leipzig (N)    | 8   | 0 | 2 | 6 | 007:370 | 0,19  | 02:14  |

| (MM) | Titelverteidiger Mitteldeutschland |
| (M)  | Titelverteidiger Nordwestsachsen   |

Entscheidungsspiel Platz 1
| Datum         |             | Ergebnis |                   | Ort     |
| ------------- | ----------- | -------- | ----------------- | ------- |
| 18. März 1908 | VfB Leipzig | 6:1      | Leipziger BC 1893 | Leipzig |

Abteilung B
| Pl. | Verein                        | Sp. | S | U | N | Tore    | Quote | Punkte |
| --- | ----------------------------- | --- | - | - | - | ------- | ----- | ------ |
| 1.  | FC Wacker Leipzig             | 8   | 8 | 0 | 0 | 036:900 | 4,00  | 16:0   |
| 2.  | FC Sportfreunde Leipzig       | 8   | 6 | 0 | 2 | 021:120 | 1,75  | 12:40  |
| 3.  | FC Britannia 1899 Leipzig (N) | 8   | 4 | 0 | 4 | 032:210 | 1,52  | 08:80  |
| 4.  | FC Fortuna Leipzig (N)        | 8   | 1 | 1 | 6 | 007:310 | 0,23  | 03:13  |
| 5.  | VfR 1902 Leipzig (N)          | 8   | 0 | 1 | 7 | 005:280 | 0,18  | 01:15  |

| (N) | Aufsteiger |

Relegation Nordwestsachsen

Beide letztplatzierten Vereine der 1. Klasse trugen ein Entscheidungsspiel aus. Der Verlierer dieser Partie hatte im Relegations-Finale gegen den Sieger der 2. Klasse anzutreten.
Entscheidungsspiel Teilnehmer Relegation
| Datum              |                                                         | Ergebnis |                                                 | Platz                  |
| ------------------ | ------------------------------------------------------- | -------- | ----------------------------------------------- | ---------------------- |
| 20. September 1908 | FC Lipisia/Sturm Leipzig (Letztplatzierter Abteilung A) | 0:1      | VfR 1902 Leipzig (Letztplatzierter Abteilung B) | Olympia-Platz, Leipzig |

Relegationsspiel
| Datum              |                                                | Ergebnis |                                                        | Platz                 |
| ------------------ | ---------------------------------------------- | -------- | ------------------------------------------------------ | --------------------- |
| 27. September 1908 | FV Sachsen 1902 Leipzig (Meister der 2.Klasse) | 3:0      | FC Lipsia/Sturm Leipzig (Verlierer Relegationsspiel 1) | Wacker-Platz, Leipzig |

Damit stieg Lipsia/Sturm Leipzig in die 2. Klasse ab.
Finale Nordwestsachsen
| Datum         |                                           | Ergebnis |                                                 |
| ------------- | ----------------------------------------- | -------- | ----------------------------------------------- |
| 29. März 1908 | VfB Leipzig (Erstplatzierter Abteilung A) | 3:7      | FC Wacker Leipzig (Erstplatzierter Abteilung B) |

## Gau II – Ostsachsen
Der Gau Ostsachsen wurde in dieser Saison in zwei Abteilungen ausgespielt. Beide Gruppensieger spielten dann im Finale den Gaumeister und Teilnehmer an der Mitteldeutschen Endrunde aus.
Abteilung A
| Pl. | Verein                  | Sp. | S | U | N | Tore    | Quote | Punkte |
| --- | ----------------------- | --- | - | - | - | ------- | ----- | ------ |
| 1.  | Dresdner SC (M)         | 6   | 6 | 0 | 0 | 044:500 | 8,80  | 12:0   |
| 2.  | Dresdensia Dresden      | 6   | 2 | 1 | 3 | 017:210 | 0,81  | 05:70  |
| 3.  | BC Sportlust Dresden    | 6   | 2 | 1 | 3 | 013:180 | 0,72  | 05:70  |
| 4.  | FV 1900 Sachsen Dresden | 6   | 1 | 0 | 5 | 011:410 | 0,27  | 02:10  |

| (M) | Titelverteidiger Ostsachsen |

Abteilung B
| Pl. | Verein                           | Sp. | S | U | N | Tore    | Quote | Punkte |
| --- | -------------------------------- | --- | - | - | - | ------- | ----- | ------ |
| 1.  | Dresdner FC 1893                 | 6   | 5 | 0 | 1 | 007:000 | ∞     | 10:20  |
| 2.  | Guts Muts Dresden                | 6   | 3 | 0 | 3 | 014:300 | 4,67  | 06:60  |
| 3.  | Dresdner FC Germania 1901 a      | 6   | 3 | 0 | 3 | 009:120 | 0,75  | 06:60  |
| 4.  | FV 1900 Hohenzollern Dresden (N) | 6   | 1 | 0 | 5 | 002:170 | 0,12  | 02:10  |

| (N) | Aufsteiger |

Finale Ostsachsen
| Datum         |                                           | Ergebnis  |                                                | Platz              |
| ------------- | ----------------------------------------- | --------- | ---------------------------------------------- | ------------------ |
| 18. März 1908 | Dresdner SC (Erstplatzierter Abteilung A) | 2:1 n. V. | Dresdner FC 1893 (Erstplatzierter Abteilung B) | DFC-Platz, Dresden |

## Gau III – Südwestsachsen
| Pl. | Verein                | Sp. | S  | U | N  | Tore    | Quote | Punkte |
| --- | --------------------- | --- | -- | - | -- | ------- | ----- | ------ |
| 1.  | Chemnitzer BC         | 10  | 10 | 0 | 0  | 055:120 | 4,58  | 20:0   |
| 2.  | Mittweidaer BC (M)    | 10  | 8  | 0 | 2  | 040:100 | 4,00  | 16:40  |
| 3.  | FC Sturm Chemnitz (N) | 10  | 4  | 1 | 5  | 029:320 | 0,91  | 09:11  |
| 4.  | Germania Mittweida    | 10  | 4  | 0 | 6  | 031:240 | 1,29  | 08:12  |
| 5.  | Chemnitzer SC (N)     | 10  | 3  | 1 | 6  | 011:460 | 0,24  | 07:13  |
| 6.  | Zwickauer BC          | 10  | 0  | 0 | 10 | 003:450 | 0,07  | 0:20   |

| (M) | Titelverteidiger Südwestsachsen |
| (N) | Aufsteiger                      |

## Gau IV – Saale
| Pl. | Verein                 | Sp. | S | U | N | Tore    | Quote | Punkte |
| --- | ---------------------- | --- | - | - | - | ------- | ----- | ------ |
| 1.  | Hallescher FC 1896 b   | 6   | 5 | 0 | 1 | 028:700 | 4,00  | 10:20  |
| 2.  | Hallescher FC Wacker b | 6   | 3 | 0 | 3 | 015:180 | 0,83  | 06:60  |
| 3.  | FC Cöthen 02           | 6   | 2 | 2 | 2 | 014:190 | 0,74  | 06:60  |
| 4.  | FC Hohenzollern Halle  | 6   | 0 | 2 | 4 | 007:200 | 0,35  | 02:10  |

## Gau V – Mittelelbe
| Pl. | Verein                | Sp. | S  | U | N  | Tore    | Quote | Punkte |
| --- | --------------------- | --- | -- | - | -- | ------- | ----- | ------ |
| 1.  | MFC Viktoria 1896 (M) | 10  | 10 | 0 | 0  | 065:800 | 8,13  | 20:0   |
| 2.  | FuCC Cricket-Viktoria | 10  | 8  | 0 | 2  | 052:150 | 3,47  | 16:40  |
| 3.  | SC Germania-Jahn 1898 | 10  | 4  | 1 | 5  | 035:320 | 1,09  | 09:11  |
| 4.  | Magdeburger SC        | 10  | 4  | 0 | 6  | 010:320 | 0,31  | 08:12  |
| 5.  | FC Weitstoß 1898      | 10  | 3  | 1 | 6  | 025:530 | 0,47  | 07:13  |
| 6.  | MSC Preußen 99        | 10  | 0  | 0 | 10 | 004:510 | 0,08  | 0:20   |

| (M) | Titelverteidiger Mittelelbe |

## Gau VI – Thüringen
Der Gau VI erhielt ab dieser Spielzeit den 1. Klasse-Status zugesprochen. Der Sieger durfte somit erstmals an der Endrunde der Mitteldeutschen Meisterschaft teilnehmen.
 Das Hin-und-Rückspiel zwischen dem FC 01 Gotha und dem FC Britannia Erfurt wurde jeweils als Niederlage für beide Vereine gewertet.
| Pl. | Verein                    | Sp. | S | U | N  | Tore    | Quote | Punkte |
| --- | ------------------------- | --- | - | - | -- | ------- | ----- | ------ |
| 1.  | SC Erfurt 1895 (M)        | 10  | 9 | 0 | 1  | 046:500 | 9,20  | 18:20  |
| 2.  | FC Carl Zeiss Jena        | 10  | 8 | 0 | 2  | 033:290 | 1,14  | 16:40  |
| 3.  | BC Teutonia 1902 Erfurt   | 10  | 5 | 0 | 5  | 014:260 | 0,54  | 10:10  |
| 4.  | SC 1903 Weimar            | 10  | 5 | 0 | 5  | 004:340 | 0,12  | 10:10  |
| 5.  | FC Britannia Erfurt d (N) | 10  | 1 | 0 | 9  | 004:300 | 1,33  | 02:18  |
| 6.  | FC 01 Gotha e (N)         | 10  | 0 | 0 | 10 | 001:500 | 0,20  | 0:20   |

| (M) | Titelverteidiger Thüringen |
| (N) | Aufsteiger                 |

## Gau VII – Vogtland
Der Gau VII erhielt zab dieser Spielzeit den 1. Klasse-Status zugesprochen. Der Sieger durfte somit erstmals an der Endrunde der Mitteldeutschen Meisterschaft teilnehmen. Mehrere Spiele wurden als Niederlage für beide Teams gewertet.
| Pl. | Verein                        | Sp. | S | U | N | Tore    | Quote | Punkte |
| --- | ----------------------------- | --- | - | - | - | ------- | ----- | ------ |
| 1.  | FV Wettin Plauen              | 10  | 9 | 0 | 1 | 053:160 | 3,31  | 18:20  |
| 2.  | FC Concordia Plauen           | 10  | 4 | 2 | 4 | 024:380 | 0,63  | 10:10  |
| 3.  | 1. Vogtländischer FC Plauen f | 10  | 4 | 1 | 5 | 045:240 | 1,88  | 09:11  |
| 4.  | FC Plavia Plauen g            | 10  | 3 | 0 | 7 | 007:410 | 0,17  | 06:14  |
| 5.  | FC Germania Plauen            | 10  | 1 | 1 | 8 | 009:250 | 0,36  | 03:17  |
| 6.  | FC Apelles Plauen             | 10  | 2 | 0 | 8 | 024:180 | 1,33  | 04:16  |

## Meisterschafts-Endrunde
Die Meisterschafts-Endrunde fand im K.-o.-System statt. Qualifiziert waren die Meister der einzelnen Gaue. Im Finale setzte sich der FC Wacker Leipzig mit 3:2 nach Verlängerung gegen den Magdeburger FC Viktoria 1896 durch.

### Viertelfinale
| Datum                                                                               |                                                      | Ergebnis |                                           | Ort           |
| ----------------------------------------------------------------------------------- | ---------------------------------------------------- | -------- | ----------------------------------------- | ------------- |
| 22. März 1908                                                                       | Magdeburger FC Viktoria 1896 (Sieger Gau Mittelelbe) | 6:2      | SC Erfurt 1895 (Sieger Gau Thüringen)     | Halle (Saale) |
| 22. März 1908                                                                       | FV Wettin Plauen (Sieger Gau Vogtland)               | 0:5      | Hallescher FC 1896 (Sieger Gau Saale)     | Chemnitz      |
| 29. März 1908                                                                       | Dresdner SC (Sieger Gau Ostsachsen)                  | 4:5      | Chemnitzer BC (Sieger Gau Südwestsachsen) | Dresden       |
| Der FC Wacker Leipzig (Sieger Gau Nordwestsachsen) wurde mit einem Freilos belohnt. |                                                      |          |                                           |               |

### Halbfinale
Das diesjährige Halbfinale fand am 5. April 1908, (als Doppelveranstaltung) auf dem Hohenzollern-Platz in Halle statt.
| Datum         |                              | Ergebnis  |                   | Platz                     |
| ------------- | ---------------------------- | --------- | ----------------- | ------------------------- |
| 5. April 1908 | Magdeburger FC Viktoria 1896 | 8:2       | Chemnitzer BC     | Hohenzollern-Platz, Halle |
| 5. April 1908 | Hallescher FC 1896           | 1:2 n. V. | FC Wacker Leipzig | Hohenzollern-Platz, Halle |

### Finale
| Datum          |                   | Ergebnis  |                              | Ort   |
| -------------- | ----------------- | --------- | ---------------------------- | ----- |
| 12. April 1908 | FC Wacker Leipzig | 3:2 n. V. | Magdeburger FC Viktoria 1896 | Halle |